# TVR Cerbera
La TVR Cerbera è un'autovettura coupé prodotta dalla casa automobilistica britannica TVR tra il 1996 e il 2003, il cui nome deriva da Cerbero, la bestia a tre teste della mitologia greca che custodiva l'ingresso dell'Ade.
La TVR Cerbera è stata la terza auto prodotta dalla TVR sotto la guida di Peter Wheeler (la prima era stata la Griffith e la seconda la Chimaera, entrambe delle cabriolet).

## Il contesto
La vettura era stata annunciata nel 1993 e presentata in anteprima al Salone dell'automobile britannico nel 1994, la commercializzazione è iniziata due anni dopo.
Prima della Cerbera, la TVR usava motori V8 acquistati dalla Rover. Quando la stessa Rover venne acquistata dalla BMW, Peter Wheeler decise di iniziare a fabbricare internamente i propri motori. In un'intervista per il programma televisivo Top Gear, Wheeler ha così spiegato il proprio ragionamento: "Fondamentalmente, abbiamo progettato il motore come un motore da corsa, all'epoca la mia idea era che dovessimo espanderci, e dovevamo fare qualcosa di innovativo da vendere alle persone. Abbiamo finito con il creare un V8 a 75 gradi con una manovella piana. La metà inferiore del motore è esattamente uguale a quella che si vede negli attuali motori di Formula 1". 

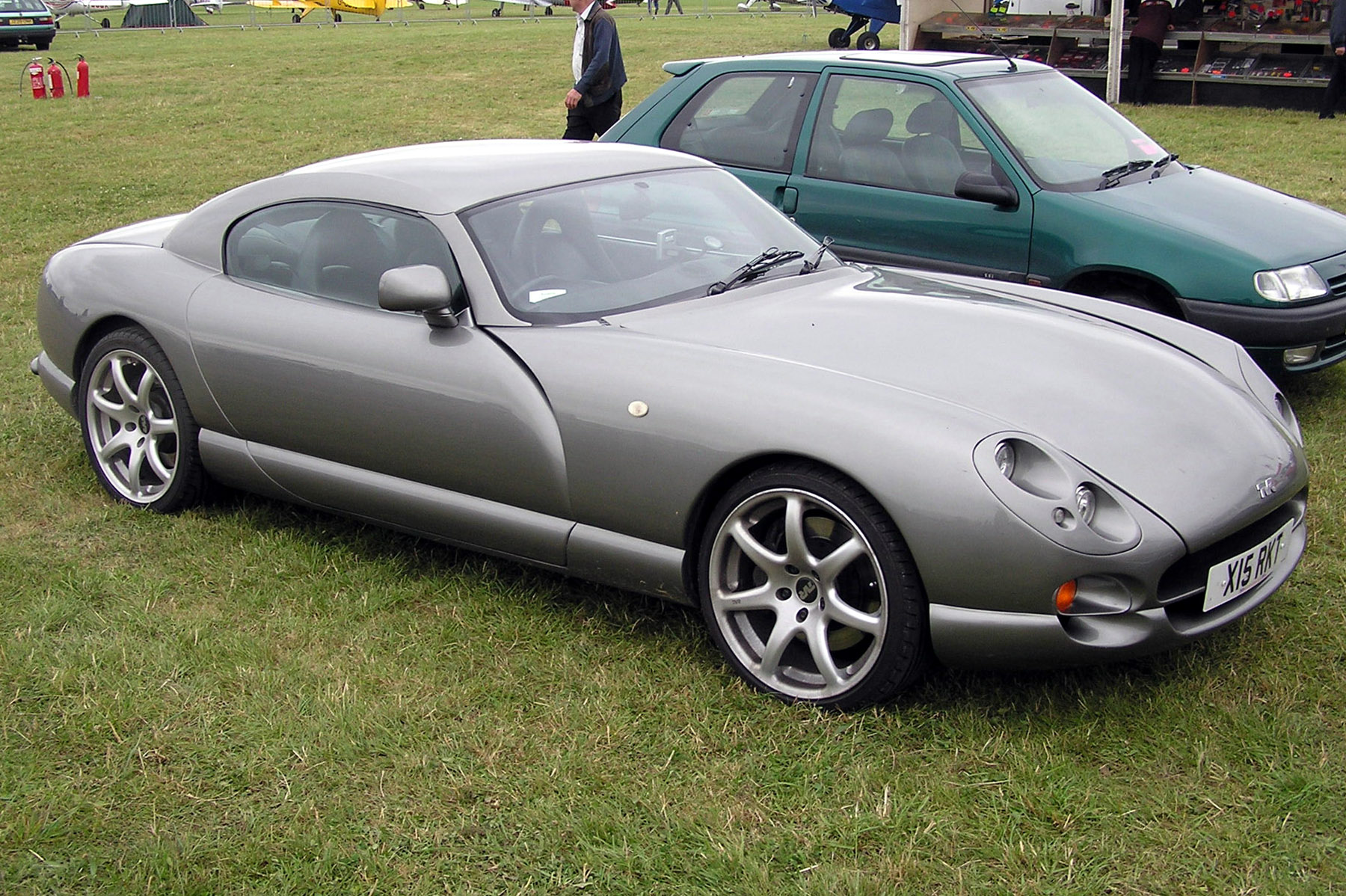
La versione restyling

Il motore creato venne soprannominato "Speed Eight", un V8 4,2 L in grado di generare 360 CV, che spingeva la vettura sino a una velocità massima di 297 km/h. In seguito fu venduta una versione da 4,5 litri del motore con 420 CV.
Il motore è insolitamente leggero per essere un V8. Secondo l'azienda, il peso totale del motore è di 121 kg.
Nel 1996 sulla base della versione di serie è stata presentata la TVR Cerbera Speed 12, con l'intenzione di partecipare alle competizioni di categoria.
Nel 2000 ha subito un restyling che ha coinvolto in particolare la parte anteriore con lo sdoppiamento dei fari.